# Chileotrecha atacamensis
Chileotrecha atacamensis är en spindeldjursart som beskrevs av Paul Jean Baptiste Maury 1987. Chileotrecha atacamensis ingår i släktet Chileotrecha och familjen Ammotrechidae. Inga underarter finns listade i Catalogue of Life.